# Модрик
Модрик (на сръбски: Модрик) е село в Босна и Херцеговина, разположено в община Пале, в ентитета на Република Сръбска. Населението му според преброяването през 2013 г. е 21 души, от тях: 19 (90,47 %) бошняци и 2 (9,52 %) сърби.

## Население
Численост на населението според преброяванията през годините:
- 1961 – 232 души
- 1971 – 201 души
- 1981 – 98 души
- 1991 – 88 души
- 2013 – 21 души